# Vibrametri
Vibrametri är en medicinsk mätmetod som används vid känseldiagnostik där man mäter förmågan att uppfatta vibrationer (Vibrationssinnet) i till exempel fingrar (händer och fötter). Metoder för detta finns beskrivna i ISO-standard 13091-1/2,. Vibrametri utförd vid flera frekvenser, multifrekvens vibrametri, ger en mycket tidig förvarning om uppkomsten av känselnedsättningar på grund av begynnande neuropati eller olika typer av nervinklämningar som till exempel Karpaltunnelsyndrom. Känselskador utvecklas ofta smygande över en längre tid vid arbete med vibrerande verktyg där vibrationer överförs från verktyget till fingrar.
Multifrekvens vibrametri är en metod utvecklad av professor Göran Lundborg med medarbetare vid Lunds Universitet/ Malmö Allmänna sjukhus. Metoden liknar det allmänt förekommande sättet att genomföra hörseltest. Ett finger utsätts för en kontrollerad mekanisk svängning av varierande styrka och frekvens. Patienten indikerar med en tryckknapp när hon/han känner svängningen/vibrationen. För kliniskt bruk kan olika utrustningar användas för att upptäcka förändringar innan skador uppstått för att göra det möjligt att förebygga obotliga skador.